# 闻宥
聞宥	（1901年—1985年）字在宥，號野鶴。江蘇婁縣人。今屬上海市，松江区，泗涇鎮人。

## 生平
1913年小學畢業後，因家境困難，在上海申報館工作。工作之餘，在震旦大學進修。1917年加入南社，写作过鸳鸯蝴蝶派小说。1922年至1926年先后在上海爱国女校和国学专科学校任教，1926年至1929年在商务印书馆编译所任编辑，其间在持志大学和民国大学兼课。1929年任国立中山大学文史科副教授，1930年任中山大学教授，1932年任国立山东大学教授，1933年任燕京大学副教授兼北平大学女子文理学院讲师，1935年任国立山东大学教授，1937年任国立四川大学教授，1938年任国立云南大学教授兼系主任，1938年兼西南联大名誉讲师。1940年任华西协合大学教授和中国文化研究所所长，1952年任四川大学教授兼西南民族学院教授，1955年起调中央民族学院任教授。後於反右運動中被打成右派。即使如此，他曾於1957年為中國政府提供地圖，後由周恩來於中印領土談判期間展示。

## 成就
他对有关字喃 夷文 僮语 羌语 么西文（纳西語）文 四川汉画 古铜鼓之研究均属开拓性研究 。